# チャイナ・フィリップス
チャイナ・フィリップス（Chynna Phillips、1968年2月12日 - ）は、アメリカ合衆国の歌手、女優。ウィルソン・フィリップスのメンバー。

## 来歴・人物
1960年代のアメリカで活躍したフォークグループ、「ママス&パパス」のメンバー、ジョン・フィリップスとミシェル・フィリップスとの間に生まれる。女優のマッケンジー・フィリップス、ビジュー・フィリップスは異母姉妹。
幼馴染であるカーニー・ウィルソン、ウェンディ・ウィルソンとコーラス・グループ「ウィルソン・フィリップス」を結成。1989年デビュー。1995年にはソロ・アルバム『ネイキッド・アンド・セイクリッド』をリリースした。
私生活では俳優ウィリアム・ボールドウィンと1995年に結婚。3人の子供を儲けている。

## ディスコグラフィ

### アルバム
- 『ネイキッド・アンド・セイクリッド』 - Naked and Sacred (1995年、EMI)

### シングル
- 「ネイキッド・アンド・セイクレッド〜裸で抱きしめて」 - "Naked and Sacred" (1995年)
- "I Live for You" (1996年)
- "Remember Me" (1996年)
- "Just to Hear You Say That You Love Me" (1996年)